# Vivo NEX 3
Vivo NEX 3 та Vivo NEX 3 5G (укр. Віво НЕКс 3, Віво НЕКс 3 5Джі) — смартфони, розроблені компанією Vivo, особливістю яких став так званий «дисплей водоспад». Є наступниками Vivo NEX Dual Display. Були представлені 16 вересня 2019 року.
Також 10 березня 2020 року був представлений Vivo NEX 3S, що відрізняється від Vivo NEX 3 5G потужнішим процесором, швидшою пам'яттю та новішою версією програмного забезпечення.
В Україні офіційно продавалася лише 4G-версія Vivo NEX 3.

## Дизайн
Задня панель та екран виконані зі скла, а рамка — з алюмінію.
Знизу знаходяться роз'єм USB-C, динамік, мікрофон та слот під 2 SIM-картки. Зверху розташовані 3.5 мм аудіороз'єм, висувний модуль фронтальної камери, механічна кнопка блокування та другий мікрофон. З правого боку розміщені сенсорні зони регулювання гучності (відмічені плюсом та мінусом) та зона, що замінює кнопку блокування смартфону (має ребристу поверхню).
Vivo NEX 3 та NEX 3 5G продавалися в кольорах Сяюча ніч (чорний) та синій. В Україні Vivo NEX 3 продавався тільки в кольорі Сяюча ніч.
Vivo NEX 3S продавався в 3 кольорах: Сяюча ніч (чорний), синьому та Бурштинове вино (помаранчевий).

## Технічні характеристики

### Платформа
Vivo NEX 3 та NEX 3 5G отримали процесор Qualcomm Snapdragon 855+ з графічним процесором Adreno 640, а Vivo NEX 3S — Snapdragon 865 з Adreno 650.

### Батарея
Смартфони отримали батарею об'ємом 4500 мА·год та підтримку швидкої зарядки на 44 Вт.

### Камера
Пристрої отримали основну потрійну камеру 64 Мп, f/1.8 (ширококутний) з фазовим автофокусом та оптичною стабілізацією зображення + 13 Мп, f/2.5 (телеоб'єктив) з 2x оптичним зумом + 13 Мп, f/2.2 (надширококутний). Фронтальна камера отримала висувний механізм, роздільність 16 Мп, світлосилу f/2.1 (ширококутний), та LED спалах. Основна камера вміє записувати в відео в роздільній здатності 4K@30fps, а передня — 1080p@30fps.

### Екран
Екран Super AMOLED, 6,89", FullHD+ (2340 × 1080) зі співвідношенням сторін 18,8:9 та щільністю пікселів 363 ppi. Смартфон не має рамок по бокам та має невеликі відступи зверху та знизу. Також під екран вбудовано оптичний сканер відбитків пальців. Крім цього, Vivo NEX 3 та NEX 3 5G підтримують технологію HDR10, а NEX 3S — HDR10+.

### Пам'ять
Vivo NEX 3 продавався конфігурації 8/128 ГБ, Vivo NEX 3 5G та NEX 3S продавався в комплектаціях 8/256 та 12/256 ГБ. Vivo NEX 3 та NEX 3 5G використовують оперативну пам'ять типу LPDDR4X та пам'ять постійного зберігання типу UFS 3.0, а Vivo NEX 3S — LPDDR5 та UFS 3.1 відповідно.

### Програмне забезпечення
Vivo NEX 3 та NEX 3S були випущені на FuntouchOS 9.1, що базувалася на Android 9 Pie. Були оновлені до FuntouchOS 10, що працює на базі Android 10.